# Archivio Nazionale del Film di Famiglia
L'Archivio Nazionale del Film di Famiglia (nome completo Fondazione Home Movies – Archivio Nazionale del Film di Famiglia) è la prima struttura italiana dedicata al recupero, alla conservazione e alla valorizzazione del cinema amatoriale, e l'unica organizzazione in Italia che svolge la sua attività di raccolta delle pellicole su tutto il territorio nazionale e garantisce la conservazione dei documenti audiovisivi originali in locali climatizzati.
Nel 2011 è stato dichiarato dal MiBACT archivio d'interesse storico particolarmente importante.

## Il cinema di famiglia
L'archivio si occupa di collezionare immagini in movimento inedite, che mostrano, attraverso l'autorappresentazione, la famiglia, i suoi rituali e il mondo che la circonda, e tutte le produzioni private e domestiche, non destinate al pubblico.
Il periodo che il patrimonio dell'Archivio documenta e racconta va dai primi anni venti alla fine degli anni ottanta. I formati sono molteplici: il classico 35 millimetri, quello specifico del cinema amatoriale, di 17,5 millimetri, i formati diffusi negli anni venti, come il 16 millimetri Kodak, e il 9,5 millimetri Pathé Baby, cui si aggiungono l'8 millimetri lanciato da Kodak nel 1932 e il Super8, immesso sul mercato nel 1965. L'Archivio è gestito dall'Associazione Home Movies.
Una delle peculiarità che rende speciale il cinema di famiglia e lo distingue nettamente da quello industriale e artistico è che mostra, quasi sempre, bei momenti, cioè i momenti in cui la famiglia si appresta a rappresentare i suoi episodi più rilevanti: i figli, i battesimi, i matrimoni, viaggi di nozze, riti sociali ecc.

## Storia dell'Archivio
L’Associazione Home Movies è sorta con lo scopo di consolidare e sostenere l’attività di un gruppo di ricerca che tra il 1999 e il 2001 ha avviato lo studio, l’archiviazione e la valorizzazione del cinema amatoriale e familiare, promuovendo il progetto di un Archivio audiovisivo dedicato alle memorie filmiche private. Ne sono fondatori Paolo Simoni, Karianne Fiorini e Mirco Santi.
Legalmente costituitasi nel 2002 a Bologna come Associazione di promozione culturale “per la creazione dell’archivio filmico della memoria familiare”, Home Movies ha iniziato a censire e raccogliere fondi filmici provenienti dal territorio nazionale, impegnandosi nella costituzione di un Archivio incentrato sul patrimonio audiovisivo inedito e privato, cioè di tutti quei materiali audiovisivi che non avevano alcuno scopo commerciale, né documentaristico.
Dal 2005 l'Archivio si è insediato presso l'Istituto storico Parri Emilia-Romagna in via Sant'Isaia. Il progetto iniziale ha cominciato a crescere, grazie alla possibilità di creare un laboratorio per il restauro dotato di un sistema per il trasferimento dalla pellicola al digitale, e grazie a locali a temperatura e umidità controllate, ottimali e necessari per la conservazione delle pellicole.
Il lavoro di documentazione può essere accostato, anche se su media diversi, all'Archivio Diaristico Nazionale di Pieve Santo Stefano in provincia di Arezzo.
Nel 2022 l'Associazione si trasforma in Fondazione Home Movies – Archivio Nazionale del Film di Famiglia ETS.

## Produzioni ed Eventi
Nel 2005 Home Movies prende parte, come co-organizzatore, al convegno Giornate del Cinema Privato, una due giorni di dibattiti e proiezioni a Siena durante la XIV edizione del Film Festival Internazionale Visionaria presso il Cinema Alessandro VII, con la partecipazione di esponenti italiani ed europei tra cui Caterina Klusemann, Joseph Morder, Nicole Scherg, Center for Digital Storytelling, Vitascope, Elsa Quinette, Abraham Ravett, Jonas Mekas, Stan Brakhage, Simone Cangelosi, Stephen Dwoskin, Jay Rosenblatt, Alberto Momo, Jan Peters, Péter Forgács, Adriano Aprà, Roger Odin e altri.
Ogni anno l'Archivio partecipa all'Home Movie Day, un evento internazionale nato nel 2002, che ha luogo contemporaneamente in varie città di diversi continenti.
Dal 2008 Home Movies fa parte della rete europea INEDITS.
Fra le molte altre attività dell'archivio c'è anche la formazione: WorkImage e Archivi Nascosti. Si tratta di corsi intensivi a numero chiuso per insegnare il riuso creativo dei repertori audiovisivi privati e per il recupero, digitalizzazione e catalogazione dei film di famiglia, anche in vista della realizzazione di documentari e prodotti multimediali.
Dal 2008 e a cadenza annuale, a Bologna, si svolge il Progetto Archivio Aperto, un programma di visite guidate, proiezioni con sonorizzazioni dal vivo, mostre, videoinstallazioni, conferenze e laboratori. Si tratta di una opportunità, per l'Archivio, di incontrare il pubblico, presentare i risultati ottenuti e rinnovare l'appello a donare le proprie pellicole private.

## Archivi
L'Archivio custodisce le pellicole del Fondo Togni, che documenta la storia del circo Darix Togni e della sua famiglia dagli anni '40 ai '70. Non tutti i film giungono all'archivio in buone condizioni. Alcune pellicole giacevano in condizioni disastrose in un groviglio di tanti metri di 8 mm., coperti di muffe, polvere e sporcizia, ritrovati dentro un carrozzone del circo. Dopo un lavoro di restauro, svolto con il fondamentale contributo del laboratorio di restauro cinematografico "La Camera Ottica" di Gorizia dell'Università di Udine, una selezione musicata di immagini recuperate è stata presentata al Torino Film Festival nel 2006.
Tra i vari fondi presenti nell'archivio, di rilevante importanza è l'archivio dei film del cineamatore bolognese Mauro Mingardi, in attività dagli anni sessanta agli ottanta.
Un altro fondo filmico e fotografico di grande importanza è la collezione medica del neuroscienziato Vincenzo Neri (1907-1960), pioniere del cinema scientifico italiano.